# Катастрофа Ту-124 під Львовом
Катастрофа Ту-124 під Львовом — авіакатастрофа, яка сталася 23 грудня 1973 року поблизу Львова. Авіалайнер Ту-124В Куйбишевського ВАТ авіакомпанії «Аерофлот» виконував плановий внутрішній рейс SU-5398 за маршрутом Львів — Київ — Куйбишев, але через 1 хвилину і 55 секунд після зльоту в літака загорівся лівий двигун. Екіпаж намагався здійснити посадку у Львівському аеропорту, але за 1 хвилину і 20 секунд після пожежі двигуна (за 3 хвилини після зльоту) палаючий лайнер упав на землю між селами Винники й Миклашів, повністю зруйнувавшись. Загинули всі 17 осіб на борту — 11 пасажирів і 6 членів екіпажу.

## Літак
Ту-124В з бортовим номером 45044 (заводський 3351104, серійний 11-04) був випущений Харківським авіазаводом у 1963 році, а 7 травня переданий Головному управлінню цивільного повітряного флоту СРСР, яке направило його до Внуковського авіазагону Московського територіального управління цивільного повітряного флоту. У січні 1964 року експонувався на Радянській торгово-промисловій виставці в Бамако (Малі), куди перелетів 20—21 січня 1964 року за маршрутом Москва — Сімферополь — Каїр — Хартум — Форт-Ламі — Ніамей — Бамако (КВС В. П. Яковлєв). 25 січня 1964 року літак відвідав президент Малі пан Модібо Кейта. З 27 січня 1964 року після проведення виставки брав участь у доправленні радянської Урядової делегації до Аддіс-Абеби (Ефіопія), Могадішо (Сомалі) і Найробі (Кенія).
15 лютого наступного року авіалайнер був направлений до Шереметьєвського авіазагону Центрального управління Міжнародних повітряних сполучень (ЦУМВС), а 26 грудня того ж року — до 1-го Куйбишевського авіазагону Приволзького управління цивільного повітряного флоту.
Спочатку літак мав салон на 44 пасажирських місця, але пізніше був перероблений на 56-місний. На момент катастрофи борт 45044 мав 13 476 годин нальоту і 10 942 посадки.

## Екіпаж
Ту-124 пілотував екіпаж зі 173-го (Куйбишевського) авіазагону:
- Командир повітряного судна (КВС) — Віктор Федоров
- Другий пілот — Вадим Борисов
- Штурман — Олександр Іонін
- Бортмеханік — Олександр Ігнатьєв

У салоні літака працювала стюардеса Алла Шишканова. Також до складу екіпажу входив супроводжуючий міліціонер Іван Тенітенко.

## Катастрофа
Ту-124В борт 45044 виконував рейс зі Львова до Куйбишева з проміжною посадкою в Києві. О 22:04:49 літак злетів зі смуги аеропорту Львів за магнітним курсом 132°. Після цього з екіпажем зв'язався диспетчер і дав вказівку на набір висоти у напрямку до ОПРС Золочів.

О 22:06:44 несподівано загорівся лівий двигун. Екіпаж Ту-124 помітив пожежу, коли літак перебував на висоті 550—800 метрів за 8—9 кілометрів від аеропорту. О 22:07:04 екіпаж зв'язався з диспетчером і доповів:
Горить лівий двигун, розвертаюся на 180°, посадка у вас зі зворотним курсом.
Однак диспетчер не розчув цього повідомлення, тому екіпаж повторив його о 22:07:15, а потім ще раз о 22:07:25, після чого рейс 5398 на зв'язок більше не виходив. Спроби диспетчера зв'язатися з ним також виявилися марними.
Пожежа на літаку поширювалася стрімко: уже о 22:07:35 почалося руйнування елементів конструкції планера, а о 22:07:49 прогоріла навіть підлога в пасажирському салоні. Крім того, вогонь серйозно пошкодив тяги управління. Ту-124, що летів курсом 40°, почав швидко знижуватися, а о 22:08:04 на швидкості близько 500 км/год плазом упав на поле між селами Винники та Миклашів поблизу кордону між Личаківським і Пустомитівським районами Львівської області, за 18,3 км на схід (азимут 84°) від аеропорту. Літак пронісся по землі понад 700 метрів, повністю зруйнувавшись. Загальна площа розкиду уламків склала 750 × 125 м. Усі 17 осіб на борту (6 членів екіпажу та 11 пасажирів) загинули.

## Причина катастрофи
Першопричиною катастрофи стала відмова лівого двигуна, яка, своєю чергою, сталася через технічний дефект, допущений заводом-виробником. Комісія встановила, що під час виготовлення двигуна в паз диска першого ступеня першого каскаду компресора були встановлені штифти, термообробка яких проводилася з порушенням технології, через що штифти мали недостатню міцність. У результаті в цьому польоті стався вихід із паза робочої лопатки двигуна, яка пробила одну або кілька важливих систем — паливну, масляну або гідравлічну. Рідина, що витекла, запалала, що й спричинило швидкоплинну та інтенсивну пожежу двигуна.